# ماریو کمپس
ماریو آلبرتو کمپس (به اسپانیایی: Mario Alberto Kempes) بازیکن فوتبال پیشین اهل آرژانتین است که در تاریخ ۱۵ ژوئیهٔ سال ۱۹۵۴ در بل ویل در استان کوردوبا در آرژانتین به دنیا آمد. ماریو کمپس فوتبال خود را در تیم اینستیتوتو دو کوردوبا شروع کرد و در ۵ اکتبر سال ۱۹۷۳ در دیدار مقابل نیوولز اولد بویز اولین بازی خود در لیگ دسته اول فوتبال آرژانتین را انجام داد. در سال ۱۹۷۴ به تیم روساریو سنترال رفت و در ۱۰۵ بازی برای این تیم، ۸۵ گل به ثمر رساند.
سپس در سال ۱۹۷۶ به اروپا رفت و به باشگاه اسپانیایی والنسیا ملحق شد. در این تیم نیز دوران موفقیت‌آمیزی را در فوتبال باشگاهی با دو قهرمانی در جام حذفی اسپانیا (۱۹۷۸ و ۱۹۷۹)، قهرمانی جام در جام اروپا (۱۹۸۰) و نیز سوپرجام اروپا (۱۹۸۰) سپری کرد. کمپس از سال ۱۹۸۱ تا ۱۹۸۲ دوباره در آرژانتین به فوتبال پرداخت و با تیم ریور پلاتهٔ بوئنوس آیرس در سال ۱۹۸۱ قهرمان باشگاه‌های آرژانتین شد. در سال ۱۹۸۲ دوباره به اروپا رفت و تا سال ۱۹۸۶ در اسپانیا فعالیت کرد و پس از آن تا سال ۱۹۹۲ در تیم‌های کوچک لیگ دسته اول اتریش بازی کرد. بعد از سه سال استراحت و وقفه و مدت کوتاهی بازی به عنوان میهمان در شیلی، با ۴۲ سال سن از بازی فوتبال کناره‌گیری کرد و در سال ۱۹۹۶ در اندونزی به مربیگری پرداخت.
کمپس بین سال‌های ۱۹۷۳ و ۱۹۸۳، ۴۳ بار پیراهن تیم ملی فوتبال آرژانتین را پوشید و ۲۰ گل وارد دروازهٔ حریفان کرد. او یکی از بااخلاق‌ترین و جوانمردترین بازیکن فوتبال‌های جهان بود که در تمامی بازی‌های ملی حتی یک بار هم با کارت زرد یا قرمز داور مواجه نشد. او در سه جام جهانی حضور داشت و در سال ۱۹۷۸ به همراه تیم ملی آرژانتین در کشور خود قهرمان جهان شد. او در فینال این جام، دو گل به هلند زد و در مجموع با شش گل زده، آقای گل جام جهانی ۱۹۷۸ آرژانتین شده و هم‌زمان به عنوان برترین بازیکن جام نیز برگزیده شد. وی پس از گیرمو استابیله، دومین بازیکن از آرژانتین بود که آقای گل جام جهانی می‌شد. وی در سال ۱۹۸۲ پیراهن شماره ۱۰ تیم ملی را به دیگو مارادونا داد.
کمپس از سال ۱۹۹۶ به عنوان مربی فعالیت می‌کند. او در سال ۱۹۹۹ اولین موفقیت خود را در این پست با قهرمانی در لیگ دسته اول بولیوی به‌عنوان سرمربی تیم استرانگست به‌دست‌آورد.

## باشگاه‌هایی که در آن‌ها بازی کرد
- ۱۹۷۱ – ۱۹۷۳: اینستیتوتو دو کوردوبا (آرژانتین)
- ۱۹۷۴ – ۱۹۷۶: روزاریو سنترال (آرژانتین)
- ۱۹۷۶ – ۱۹۸۱: اف.ث. والنسیا (اسپانیا)
- ۱۹۸۱ – ۱۹۸۲: ریور پلاته (آرژانتین)
- ۱۹۸۲ – ۱۹۸۴: اف.ث. والنسیا (اسپانیا)
- ۱۹۸۴ – ۱۹۸۶: هرکولس آلیسانته (اسپانیا)
- ۱۹۸۶ – ۱۹۸۷: فرست ویه‌نا فوتبال کلوب (اتریش)
- ۱۹۸۷ – ۱۹۹۰: سن پولتن (اتریش)
- ۱۹۹۰ – ۱۹۹۲: کرمزر اس. سی (اتریش)
- ۱۹۹۵: فرناندز ویال (شیلی)
- ۱۹۹۶: پلیتا هیئت (اندونزی)

## مربیگری
- ۱۹۹۳: اف.ث. والنسیا (اسپانیا، کمک مربی)
- ۱۹۹۶: پلیتا هیئت (اندونزی، مربی بازیکنان)
- ۱۹۹۶: کی.اس. لوشنیا (آلبانی)
- ۱۹۹۷ – ۱۹۹۸: مینه‌روس دو گایانا (ونزوئلا)
- ۱۹۹۹: استرانگست (بولیوی)
- ۲۰۰۰ – ۲۰۰۱: ایندپندینته پترولرو (بولیوی)

## موفقیت‌ها

### به عنوان بازیکن باشگاهی
- آقای گل اسپانیا: ۱۹۷۷، ۱۹۷۸
- بازیکن فوتبال سال آمریکای جنوبی: ۱۹۷۸
- قهرمان جام حذفی اسپانیا: ۱۹۷۸، ۱۹۷۹
- قهرمان جام در جام اروپا: ۱۹۸۰
- قهرمان سوپرجام اروپا: ۱۹۸۰
- قهرمان باشگاه‌های آرژانتین: ۱۹۸۱

### به عنوان بازیکن تیم ملی
- ۲۰ گل زده در ۴۳ بازی
- حضور در جام‌های جهانی ۱۹۷۴، ۱۹۷۸، ۱۹۸۲ (۱۸ بازی)
- قهرمان جام جهانی: ۱۹۷۸
- آقای گل و بهترین بازیکن فوتبال جام جهانی: ۱۹۷۸

### به عنوان مربی
- قهرمان باشگاه‌های بولیوی: ۱۹۹۹